# 51-й отдельный гвардейский миномётный дивизион реактивной артиллерии
51-й отдельный гвардейский миномётный дивизион реактивной артиллерии — воинская часть в вооружённых силах СССР во время Великой Отечественной войны.

## История
Дивизион формировался в Алабино с июля 1941 года как 2-й миномётный дивизион 5-го гвардейского миномётного полка, 15 января 1942 года переименован в 51-й отдельный гвардейский миномётный дивизион реактивной артиллерии
В составе действующей армии с 15 сентября 1941 по 15 января 1942 как 2-й гвардейский дивизион 5-го гвардейского полка, и с 15 января 1942 по 19 августа 1944 года, как 50-й отдельный гвардейский миномётный дивизион.
По существующей тогда практике, ввиду нехватки реактивных миномётов, дивизионы часто использовались как отдельные, и этот также не стал исключением, будучи направленным отдельно от полка на подступы к Синявино в район Гонтовой Липки, Гайтолово, где поддерживает войска 54-й армии в Синявинских операциях.
В течение 1941—1942 годов действовал в районе Синявино, Погостье, Кириши, действуя в составе 54-й армии в ходе Любанской операции и последующих боёв.
В декабре 1942 года вошёл в состав 319-го гвардейского миномётного полка и дальнейший боевой путь прошёл в его составе.
19 августа 1944 года переименован в 1-й миномётный дивизион 319-го гвардейского миномётного полка, таким образом прекратив своё существование как отдельная воинская часть.

## Подчинение
| Дата            | Фронт (округ)                                              | Армия             | Дивизия | Корпус | Полк                                                    | Примечания                                                      |
| --------------- | ---------------------------------------------------------- | ----------------- | ------- | ------ | ------------------------------------------------------- | --------------------------------------------------------------- |
| 01.08.1941 года | Московский военный округ                                   | -                 | -       | -      | -                                                       | -                                                               |
| 01.10.1941 года | Ленинградский фронт                                        | 54-я армия        | -       | -      | 5-й гвардейский миномётный полк реактивной артиллерии   | действовал отдельно от полка, находясь в подчинении штаба армии |
| 01.11.1941 года | Ленинградский фронт                                        | 54-я армия        | -       | -      | 5-й гвардейский миномётный полк реактивной артиллерии   | действовал отдельно от полка, находясь в подчинении штаба армии |
| 01.12.1941 года | Ленинградский фронт                                        | 54-я армия        | -       | -      | 5-й гвардейский миномётный полк реактивной артиллерии   | действовал отдельно от полка, находясь в подчинении штаба армии |
| 01.01.1942 года | Ленинградский фронт                                        | 54-я армия        | -       | -      | 5-й гвардейский миномётный полк реактивной артиллерии   | действовал отдельно от полка, находясь в подчинении штаба армии |
| 01.02.1942 года | Ленинградский фронт                                        | 54-я армия        | -       | -      | -                                                       | -                                                               |
| 01.03.1942 года | Ленинградский фронт                                        | 54-я армия        | -       | -      | -                                                       | -                                                               |
| 01.04.1942 года | Ленинградский фронт                                        | 54-я армия        | -       | -      | -                                                       | -                                                               |
| 01.05.1942 года | Ленинградский фронт (Группа войск Волховского направления) | 54-я армия        | -       | -      | -                                                       | -                                                               |
| 01.06.1942 года | Ленинградский фронт (Волховская группа войск)              | 54-я армия        | -       | -      | -                                                       | -                                                               |
| 01.07.1942 года | Волховский фронт                                           | 54-я армия        | -       | -      | -                                                       | -                                                               |
| 01.08.1942 года | Волховский фронт                                           | 54-я армия        | -       | -      | -                                                       | -                                                               |
| 01.09.1942 года | Волховский фронт                                           | 54-я армия        | -       | -      | -                                                       | -                                                               |
| 01.10.1942 года | Волховский фронт                                           | 54-я армия        | -       | -      | -                                                       | -                                                               |
| 01.11.1942 года | Волховский фронт                                           | 54-я армия        | -       | -      | -                                                       | -                                                               |
| 01.12.1942 года | Волховский фронт                                           | 54-я армия        | -       | -      | -                                                       | -                                                               |
| 01.01.1943 года | Волховский фронт                                           | 54-я армия        | -       | -      | 319-й гвардейский миномётный полк реактивной артиллерии | -                                                               |
| 01.02.1943 года | Волховский фронт                                           | 54-я армия        | -       | -      | 319-й гвардейский миномётный полк реактивной артиллерии | -                                                               |
| 01.03.1943 года | Волховский фронт                                           | 54-я армия        | -       | -      | 319-й гвардейский миномётный полк реактивной артиллерии | -                                                               |
| 01.04.1943 года | Волховский фронт                                           | 8-я армия         | -       | -      | 319-й гвардейский миномётный полк реактивной артиллерии | -                                                               |
| 01.05.1943 года | Волховский фронт                                           | 8-я армия         | -       | -      | 319-й гвардейский миномётный полк реактивной артиллерии | -                                                               |
| 01.06.1943 года | Волховский фронт                                           | 8-я армия         | -       | -      | 319-й гвардейский миномётный полк реактивной артиллерии | -                                                               |
| 01.07.1943 года | Волховский фронт                                           | 8-я армия         | -       | -      | 319-й гвардейский миномётный полк реактивной артиллерии | -                                                               |
| 01.08.1943 года | Волховский фронт                                           | 8-я армия         | -       | -      | 319-й гвардейский миномётный полк реактивной артиллерии | -                                                               |
| 01.09.1943 года | Волховский фронт                                           | 8-я армия         | -       | -      | 319-й гвардейский миномётный полк реактивной артиллерии | -                                                               |
| 01.10.1943 года | Волховский фронт                                           | 8-я армия         | -       | -      | 319-й гвардейский миномётный полк реактивной артиллерии | -                                                               |
| 01.11.1943 года | Волховский фронт                                           | 59-я армия        | -       | -      | 319-й гвардейский миномётный полк реактивной артиллерии | -                                                               |
| 01.12.1943 года | Волховский фронт                                           | 59-я армия        | -       | -      | 319-й гвардейский миномётный полк реактивной артиллерии | -                                                               |
| 01.01.1944 года | Волховский фронт                                           | 59-я армия        | -       | -      | 319-й гвардейский миномётный полк реактивной артиллерии | -                                                               |
| 01.02.1944 года | Волховский фронт                                           | 54-я армия        | -       | -      | 319-й гвардейский миномётный полк реактивной артиллерии | -                                                               |
| 01.03.1944 года | Ленинградский фронт                                        | 67-я армия        | -       | -      | 319-й гвардейский миномётный полк реактивной артиллерии | -                                                               |
| 01.04.1944 года | Ленинградский фронт                                        | 67-я армия        | -       | -      | 319-й гвардейский миномётный полк реактивной артиллерии | -                                                               |
| 01.05.1944 года | 3-й Прибалтийский фронт                                    | 67-я армия        | -       | -      | 319-й гвардейский миномётный полк реактивной артиллерии | -                                                               |
| 01.06.1944 года | 3-й Прибалтийский фронт                                    | 67-я армия        | -       | -      | 319-й гвардейский миномётный полк реактивной артиллерии | -                                                               |
| 01.07.1944 года | 3-й Прибалтийский фронт                                    | 67-я армия        | -       | -      | 319-й гвардейский миномётный полк реактивной артиллерии | -                                                               |
| 01.08.1944 года | 3-й Прибалтийский фронт                                    | 1-я ударная армия | -       | -      | 319-й гвардейский миномётный полк реактивной артиллерии | -                                                               |

## Командование
- майор Асеев Александр Иванович (до 1942, затем ком-р полка), капитан Опелков (1942), майор Любошиц Ефим Яковлевич (1943), капитан Аристов М.М. (с 5.1943), капитан Киричек Иван Иванович (1945).